# Sigvard Christiansen
Magnus Sigvard Mathias Christiansen (* 18. November 1866 in Kangersuatsiaq; † unbekannt) war ein grönländischer Landesrat.

## Leben
Sigvard Christiansen war der Sohn des Halbdänen Ole Peter Christiansen (1833–1880) und dessen grönländischer Frau Amalie Maria Uthelie (1834–1884). Er war dreimal verheiratet. Seine erste Frau Kathrine Lydie Elisabeth Svendsen (1863–1889), die er am 18. Februar 1888 in seinem Heimatort geheiratet hatte, starb schon kurz nach der Hochzeit. Sie war die Schwester des Landesrats Jan Svendsen (1861–1928). Anschließend heiratete er am 19. März 1894 in Tasiusaq Johanne Katrine Juliane Sara Jensen (1874–1912). Aus dieser Ehe gingen neun Kinder hervor, von denen zwei totgeboren wurden und ein weiterer Sohn jung starb. Über seinen jüngsten Sohn aus dieser Ehe ist er der Großvater des Politikers Vilhelm Christiansen (* 1940). Nach dem Tod seiner zweiten Ehefrau heiratete er am 15. April 1913 in Kangersuatsiaq Kristine Justine Louise Thomasen (1881–1932), mit der er zwei weitere Kinder bekam.
Sigvard Christiansen war Jäger. 1917 wurde er in den nordgrönländischen Landesrat gewählt. Bis zum Ende der Legislaturperiode im Jahr 1922 verpasste er die zwei Sitzungen in den Jahren 1917 und 1919, ohne durch einen Stellvertreter ersetzt worden zu sein.